# Cedegolo
Cedegolo là một đô thị trong tỉnh tỉnh Brescia thuộc vùng Lombardia, Ý. Đô thị này có diện tích 11 km², dân số 1263 người. Các đô thị giáp ranh gồm: Berzo Demo, Capo di Ponte, Cevo, Cimbergo, Paspardo, Sellero.